# Grammatica georgiana
La lingua georgiana appartiene alla famiglia caucasica meridionale o cartvelica. Sebbene alcune delle sue caratteristiche siano simili a quelle delle lingue slave (ad esempio la presenza della categoria dell'aspetto nel sistema verbale), in linea di massima la grammatica georgiana è notevolmente diversa da quella delle lingue indoeuropee. Tra le sue peculiarità più vistose si trovano una forte tendenza all'agglutinazione, la presenza di ergatività scissa (o, secondo altre analisi, di un allineamento attivo), un sistema di concordanza verbale polipersonale e non da ultimo un sistema di numerazione parzialmente vigesimale.
Il georgiano ha il suo proprio alfabeto. In questa pagina verrà usata estesamente la traslitterazione ufficiale con lettere latine.

## Sistema dei casi
Il georgiano ha sette casi grammaticali, che possono essere suddivisi in nucleari e non nucleari.
I casi nucleari sono:
- il nominativo (sakhelobiti brunva);
- l'ergativo (motkhrobiti brunva "caso narrativo"[1]);
- il dativo o accusativo[2] (mitsemiti brunva).

I tre casi nucleari vengono impiegati collettivamente per indicare il soggetto, il complemento oggetto e il cosiddetto oggetto indiretto di un'azione, secondo modalità peculiari per ciascuna famiglia verbale.
L'espressione oggetto indiretto è utilizzata per includere un ampio spettro di possibili significati. L'oggetto indiretto può essere il destinatario dell'azione (complemento di termine) o semplicemente il suo beneficiario; spesso viene espressa una sfumatura possessiva del soggetto nei confronti di tale oggetto. Ad esempio (l'oggetto indiretto è stato evidenziato in grassetto):
dzmas ts'erils gaugzavnis.
"Manderà una lettera a (suo) fratello."
das sachukari uq'ida.
"Comprò un regalo per (sua) sorella."
gasul ts'els bebia momik'vda
"L'anno scorso è morta mia nonna."
Poiché l'uso dei casi nucleari è strettamente legato a quello del verbo, essi saranno trattati più estensivamente insieme a quest'ultimo e poi anche nella sezione sull'allineamento morfosintattico.
I casi non nucleari sono:
- il genitivo (natesaobiti brunva), che esprime il complemento di specificazione. Ad esempio:

Sakartvelos resp'ublik'a
(lett.) "Georgia-GEN repubblica"
"la repubblica di Georgia"
- lo strumentale (mokmedebiti brunva), che esprime il complemento di mezzo o strumento. Ad esempio:

p'urs ch'ris danit
(lett) "pane-DAT taglia coltello-STR"
"Taglia il pane con il coltello"
- l'avverbiale (vitarebiti brunva), che viene impiegato per indicare una modalità, trasformando gli aggettivi in avverbi, o una qualità, nei predicativi del soggetto e dell'oggetto.[5] Ad esempio:

kartulad lap'arak'ob?
(lett.) "georgiano-AVV parli?"
"Parli il georgiano?"
k'atsis k'vla tsodvad itvleba
(lett.) "uomo-GEN uccisione-NOM peccato-AVV è considerato"
"L'omicidio è considerato un peccato."
- il vocativo (ts'odebiti brunva), che si utilizza quando ci si rivolge a qualcuno. Ad esempio:

Zurab, rogora khar?
(lett.) "Zurabi-VOC, come sei?"
"Zurabi, come stai?"

## Sostantivi
I sostantivi georgiani possiedono le categorie grammaticali del numero e del caso, ma non del genere. Inoltre, come in russo 
 o in latino, non esistono articoli; pertanto, ad esempio, la parola st'umari si può tradurre come "ospite", "l'ospite" o "un ospite".
Per declinare un sostantivo è essenziale sapere come termina la sua radice. In particolare, esistono tre modelli di declinazione:
- Declinazione delle radici in consonante;
- Declinazione delle radici in vocale:
  - Modello troncante (vocali -a e -e);
  - Modello non troncante (vocali -o e -u).

I modelli troncante e non troncante si differenziano nei casi genitivo e strumentale: nel primo la vocale della radice cade e vengono aggiunte rispettivamente le desinenze -is e -it; nel secondo la vocale viene conservata e le desinenze sono -s e -ti (ciò rende il genitivo identico al dativo nei temi non troncanti).
La tabella sottostante elenca i suffissi per ogni caso con accanto l'esempio relativo.
|     | Radice in consonante | Esempio: k'ats- ("uomo") |  | Radice in vocale (troncante) | Esempio: mama- ("padre") |  | Radice in vocale (non troncante) | Esempio: Sakartvelo- ("Georgia") |
| --- | -------------------- | ------------------------ |  | ---------------------------- | ------------------------ |  | -------------------------------- | -------------------------------- |
| NOM | -i                   | k'ats-i                  |  | -Ø                           | mama                     |  | -Ø                               | Sakartvelo                       |
| ERG | -ma                  | k'ats-ma                 |  | -m                           | mama-m                   |  | -m                               | Sakartvelo-m                     |
| DAT | -s                   | k'ats-s                  |  | -s                           | mama-s                   |  | -s                               | Sakartvelo-s                     |
| GEN | -is                  | k'ats-is                 |  | -is *                        | mam-is                   |  | -s                               | Sakartvelo-s                     |
| STR | -it                  | k'ats-it                 |  | -it *                        | mam-it                   |  | -ti                              | Sakartvelo-ti                    |
| AVV | -ad                  | k'ats-ad                 |  | -d                           | mama-d                   |  | -d                               | Sakartvelo-d                     |
| VOC | -o                   | k'ats-o!                 |  | -Ø                           | mama!                    |  | -Ø                               | Sakartvelo!                      |

(* Si verifica il troncamento della vocale della radice.)
Alcune osservazioni e particolarità:
- Tutti i sostantivi georgiani al nominativo devono terminare in vocale. Ciò si applica anche ai prestiti da altre lingue; ad esempio, la parola "computer" diventa k'omp'iut'eri .
- La -i al nominativo dei temi in consonante è una desinenza e quindi non fa parte della radice. Esistono tuttavia pochissimi temi con radice in vocale -i; si tratta perlopiù di prestiti e nomi propri; ad esempio, chai "tè", giorgi "Giorgio".
- Quando la radice del sostantivo finisce in a/e(/o) + m/n/l/r può verificarsi la sincope della vocale nei casi GEN, STR e AVV.[6] Ad esempio, mts'erali "scrittore", GEN mts'erlis, STR mts'erlit, AVV mts'erlad.[7]
- In alcuni contesti vengono utilizzate le forme estese dei casi DAT, GEN, STR e AVV, ottenute tramite l'aggiunta del suffisso -a alle desinenze descritte sopra.[8]
- La voce aris, terza persona singolare del presente del verbo "essere", può essere espressa anche tramite il clitico -a.[9] Quando questo viene aggiunto a un sostantivo nei casi DAT, GEN, STR o AVV, il sostantivo prende le forme estese.[10]
- Nei nomi propri, il vocativo prende solitamente la desinenza -Ø, ossia coincide con la radice. Ad esempio, Zurabi, vocativo Zurab. I nomi propri con tema in radice i- mantengono di conseguenza la i- anche al vocativo: Giorgi, vocativo Giorgi. L'uso del vocativo marcato con la desinenza -o (ad esempio Zurabo) suona paternalistico o scortese.[senza fonte]

### Pluralizzazione
Il plurale si ottiene aggiungendo il suffisso -eb alla radice del sostantivo. A questo seguono poi i suffissi del caso visti in precedenza (in particolare quelli delle radici in consonante).
La declinazione del plurale è quindi uguale per tutti i sostantivi ed è indipendente da come termina la radice al singolare. Per completezza si riporta la seguente tabella, con il plurale di k'atsi "uomo".
|     | Plurale | Esempio: k'atseb- |
| --- | ------- | ----------------- |
| NOM | -i      | k'atseb-i         |
| ERG | -ma     | k'atseb-ma        |
| DAT | -s      | k'atseb-s         |
| GEN | -is     | k'atseb-is        |
| STR | -it     | k'atseb-it        |
| AVV | -ad     | k'atseb-ad        |
| VOC | -o      | k'atseb-o!        |

Il suffisso -eb determina troncamento soltanto nei temi in -a (ma non in quelli in -e). Ad esempio dzma "fratello" plur. dzmebi ma khe "albero" plur. kheebi.
Esso determina invece sempre sincope della vocale della radice laddove questa si verificasse anche al singolare. Ad esempio, mts'erali "scrittore" plur. mts'erlebi.
Alcune osservazioni e particolarità:
- Il suffisso plurale non viene usato quando il sostantivo è preceduto da un quantificatore, come ad esempio q'vela "ogni", bevri "molti", ramdenime "alcuni" o tsot'a "pochi". Tra i quantificatori rientrano anche i numerali. Ad esempio khuti k'atsi "cinque uomini" (lett. "cinque uomo") e non *khuti k'atsebi.[12]
- Più in generale, i sostantivi al plurale prendono gli aggettivi al singolare.[13] Il verbo concorda nel numero con un soggetto plurale solo se questo è animato, altrimenti va al singolare. Ad esempio, gak'vetilebi momzaddeba "le lezioni saranno pronte" (lett. "le lezioni sarà pronta").[14]

In certi contesti formali viene impiegato il cosiddetto plurale antico (in inglese, stylistically marked plural). Si tratta di un modello di declinazione tipico della vecchia lingua letteraria georgiana e non comprende forme per lo STR e per l'AVV. La tabella seguente mostra la declinazione del plurale antico di k'atsi "uomo".
|     | Plurale antico | Esempio: k'ats- |
| --- | -------------- | --------------- |
| NOM | -ni            | k'ats-ni        |
| ERG | -t(a)          | k'ats-t(a)      |
| DAT | -t(a)          | k'ats-t(a)      |
| GEN | -t(a)          | k'ats-t(a)      |
| VOC | -no            | k'ats-no!       |

Ad esempio, sabch'ota k'avshiri "unione sovietica" (lett. "unione dei soviet").
Al contrario del plurale regolare, nel plurale antico:
- le desinenze vengono aggiunte alla radice senza troncamento né sincope;
- la concordanza verbale è sempre al plurale, a dispetto dell'animatezza del sostantivo.

## Posposizioni e spazi morfemici del sostantivo
Le "preposizioni" impiegate dal georgiano si differenziano da quelle dell'italiano, in quanto vengono sempre poste dopo il sostantivo a cui si riferiscono; ciò è una conseguenza della tendenza più generale del georgiano a ramificare a sinistra.
Quando le "preposizioni" seguono i sostantivi anziché precederli, vengono chiamate posposizioni.
Le posposizioni georgiane più comuni sono clitiche e vengono scritte attaccate al sostantivo.
Ciascuna posposizione richiede un caso specifico del sostantivo. Se il sostantivo è accompagnato da un aggettivo, quest'ultimo sarà concordato con esso nel caso retto dalla posposizione. In particolare:
- le posposizioni clitiche possono reggere il DAT, il GEN o l'AVV;
- le posposizioni non clitiche reggono sempre il GEN (ad eccezione di shua e shoris "tra", che reggono il DAT).

Soltanto una posposizione può reggere il NOM (-vit "come", ma solo quando il tema del sostantivo è in consonante); nessuna posposizione regge l'ERG, lo STR o il VOC.
In alcuni casi, le posposizioni possono prendere il caso esteso del sostantivo (la -a viene inserita tra il suffisso del caso e la posposizione). Possono anche essere seguite da -a, la forma clitica della terza persona singolare del verbo "essere".
La tabella seguente comprende tutte le posposizioni clitiche e alcuni esempi di posposizioni non clitiche:
| Posposizione | Significato italiano      | Caso                                    |
| ------------ | ------------------------- | --------------------------------------- |
| -shi ¹       | in, a, verso              | DAT                                     |
| -ze ¹        | su                        | DAT                                     |
| -tan ²       | a, vicino                 | DAT                                     |
| -vit         | come                      | DAT est. (/NOM solo se radice in cons.) |
| -tvis        | per                       | GEN/GEN est.                            |
| -k'en        | verso                     | GEN/GEN est.                            |
| -gan         | da (una persona o cosa)   | GEN/GEN est.                            |
| -dan ³       | da (un luogo)             | GEN                                     |
| -mde ⁴       | fino a, così lontano come | AVV                                     |
|              |                           |                                         |
| shua         | tra                       | DAT                                     |
| shoris       | tra                       | DAT                                     |
| gamo         | a causa di                | GEN                                     |
| garda        | eccetto                   | GEN                                     |
| gareshe      | senza                     | GEN                                     |
| mier         | da, vicino                | GEN                                     |
| magivrad     | invece di                 | GEN                                     |
| miukhedavad  | nonostante                | GEN                                     |
| ts'in        | prima di, di fronte a     | GEN                                     |

¹ Quando -shi e -ze vengono aggiunte al sostantivo, il suffisso del DAT -s viene soppresso.
² La forma -tan ertad (in cui la posposizione è seguita dall'avverbiale del numerale erti "uno") significa "insieme con".
³ Quando -dan viene aggiunta al sostantivo, il suffisso del GEN -s viene soppresso. Storicamente, questa posposizione si è evoluta dalle forme -itgan/-tgan, ossia da -gan preceduta dallo STR. Il gruppo -tg- si è fuso e ha dato -d-. La forma -dan viene oggi considerata una posposizione a sé stante che regge il GEN (impunemente, visto che la differenza sarebbe rilevabile solo dalla presenza di un aggettivo in funzione attributiva, il quale, quando si declina, ha le stesse forme per il GEN e lo STR)
⁴ Quando -mde viene aggiunta al sostantivo, il suffisso dell'AVV -d viene soppresso. Esiste anche la forma più arcaica -mdis, usata ad esempio nell'espressione nakhvamdis "arrivederci".

### Spazi morfemici del sostantivo: esempi
I vari suffissi del sostantivo georgiano analizzati nella sezione precedente e le posposizioni clitiche si possono combinare gli uni con gli altri. Ciò però può avvenire solo secondo un ordine rigido e fisso. Un modo di pensare tale ordine è quello di immaginare una serie di spazi morfemici di cui ogni sostantivo è dotato, spazi che possono eventualmente essere "riempiti" dai suffissi.
| 0               | 1                | 2                 | 3                    | 4            | 5                      |
| --------------- | ---------------- | ----------------- | -------------------- | ------------ | ---------------------- |
| RADICE NOMINALE | Suffisso plurale | Suffisso del caso | Vocale di estensione | Posposizione | Verbo "essere" clitico |

Sono stati indicati in grassetto gli spazi che devono sempre essere riempiti.
La tabella seguente dà alcuni esempi di riempimento degli spazi morfemici del sostantivo.
| Radice nominale       | Suffisso plurale | Suffisso del caso (caso) | Posposizione   | Verbo "essere" clitico | Forma completa     | Traduzione                  |
| --------------------- | ---------------- | ------------------------ | -------------- | ---------------------- | ------------------ | --------------------------- |
| megobar- "amico"      | -eb (sincope)    | -isa (genitivo esteso)   | -tvis          | -a                     | megobrebisatvisa   | "è per gli amici"           |
| deda- "madre"         | -                | -s (dativo)              | -tan ertad     | -                      | dedastan ertad     | "(insieme) con (mia) madre" |
| mshobel- "genitore"   | -eb (sincope)    | -is (genitivo)           | gareshe        | -                      | mshoblebis gareshe | "senza (i miei) genitori"   |
| shen- "tu"            | -                | -s (genitivo)            | gamo           | -                      | shens gamo         | "per causa tua"             |
| bavshv- "bambino"     | -                | -i (nominativo)          | -vit           | -                      | bavshvivit         | "come (un) bambino"         |
| bavshv- "bambino"     | -eb              | -sa (dativo esteso)      | -vit           | -                      | bavshvebsavit      | "come bambini"              |
| Sakartvelo- "Georgia" | -                | -s (dativo)              | -shi (cade -s) | -a                     | Sakartveloshia     | "è in Georgia"              |
| khval- "domani"       | -                | -ad (avverbiale)         | -mde (cade -d) | -                      | khvalamde          | "fino a domani"             |

## Pronomi

### Pronomi dimostrativi
Il georgiano ha un sistema deittico di pronomi dimostrativi, che comprende tre forme di base: es "questo", che denota vicinanza a chi parla; eg, che denota vicinanza a chi ascolta (come la forma italiana desueta "codesto"); is "quello", che denota lontananza sia da chi parla sia da chi ascolta.
Ciascuno dei tre pronomi ha due radici: es(e)-, eg(e)- e is(i)- per il nominativo; ama-, maga- e ima- rispettivamente per tutti gli altri casi. La declinazione al singolare di tutti e tre i pronomi segue quella dei sostantivi con radice in -a (modello troncante), eccetto per ERG che prende la desinenza -n anziché -m. Al plurale le desinenze sono le stesse del plurale antico dei sostantivi.
|           | Vicino a chi parla | Vicino a chi parla | Vicino a chi ascolta | Vicino a chi ascolta | Lontano da entrambi | Lontano da entrambi |
| Singolare | Plurale            | Singolare          | Plurale              | Singolare            | Plurale             |                     |
| --------- | ------------------ | ------------------ | -------------------- | -------------------- | ------------------- | ------------------- |
| NOM       | es                 | ese-ni             | eg                   | ege-ni               | is*                 | isi-ni*             |
| ERG       | ama-n              | ama-t              | maga-n               | maga-t               | ima-n               | ima-t               |
| DAT       | ama-s              | ama-t              | maga-s               | maga-t               | ima-s               | ima-t               |
| GEN       | am-is              | ama-t              | mag-is               | maga-t               | im-is               | ima-t               |
| STR       | am-it              | -                  | mag-it               | -                    | im-it               | -                   |
| AVV       | am-ad              | -                  | mag-ad               | -                    | im-ad               | -                   |
| VOC       | -                  | -                  | -                    | -                    | -                   | -                   |

(*Al nominativo esistono anche le forme igi e igini, impiegate nei testi antichi.)

### Pronomi personali
I pronomi personali di prima e seconda persona sono me "io", chven "noi", shen "tu" e tkven "voi". Essi sono:
- indeclinabili nei casi NOM, ERG, DAT e GEN (tranne me, che ha GEN chem);
- difettivi di STR e AVV, per i quali vengono impiegate le rispettive forme del pronome possessivo (descritte nella sezione successiva).

Il VOC esiste solo per la seconda persona.
|           | Prima persona | Prima persona | Seconda persona | Seconda persona |
| Singolare | Plurale       | Singolare     | Plurale         |                 |
| --------- | ------------- | ------------- | --------------- | --------------- |
| NOM       | me            | chven         | shen            | tkven           |
| ERG       | me            | chven         | shen            | tkven           |
| DAT       | me            | chven         | shen            | tkven           |
| GEN       | chem          | chven         | shen            | tkven           |
| STR       | (chemit)      | (chvenit)     | (shenit)        | (tkvenit)       |
| AVV       | (chemad)      | (chvenad)     | (shenad)        | (tkvenad)       |
| VOC       | -             | -             | she!            | tkve!           |

Come pronome di terza persona si utilizza il dimostrativo is "quello" presentato nella sezione precedente. La declinazione è identica, tranne per l'aferesi della i- iniziale nei casi diversi da NOM e AVV. Nella lingua parlata si incontrano talvolta anche le forme con la i- iniziale in funzione di pronome personale. Al plurale nei casi STR e AVV vengono impiegate le rispettive forme del pronome possessivo (descritte nella sezione successiva).
|           | Terza persona | Terza persona |
| Singolare | Plurale       |               |
| --------- | ------------- | ------------- |
| NOM       | is            | isi-ni        |
| ERG       | ma-n          | ma-t          |
| DAT       | ma-s          | ma-t          |
| GEN       | mi-s          | ma-t          |
| STR       | mi-t          | (matit)       |
| AVV       | ima-d*        | (matad)       |
| VOC       | -             | -             |

(*La forma mad appare solo in testi passati, come risposta al desueto rad? "perché?", e sopravvive come forma dialettale.)
Si osservi che questo pronome (come tutti gli altri e tutte le forme nominali in generale) non distingue il genere. Esso corrisponde quindi sia a "egli", sia a "ella" sia a "esso".

### Pronomi possessivi
La radice dei pronomi possessivi (che è la stessa anche degli aggettivi possessivi) è esattamente il GEN dei rispettivi pronomi personali. A questa vengono aggiunte le desinenze del modello di declinazione dei sostantivi in consonante, con l'eccezione di:
- DAT della prima e seconda persona, che oltre a -s può prendere anche la desinenza -sas;[30]
- DAT della terza persona, che oltre a -s può prendere anche le desinenze -sas o -∅.

La tabella seguente mostra la declinazione al singolare dei pronomi possessivi di prima e seconda persona.
|           | Prima persona     | Prima persona       | Seconda persona   | Seconda persona     |
| Singolare | Plurale           | Singolare           | Plurale           |                     |
| --------- | ----------------- | ------------------- | ----------------- | ------------------- |
| NOM       | chem-i            | chven-i             | shen-i            | tkven-i             |
| ERG       | chem-ma           | chven-ma            | shen-ma           | tkven-ma            |
| DAT       | chem-s (chem-sas) | chven-s (chven-sas) | shen-s (shen-sas) | tkven-s (tkven-sas) |
| GEN       | chem-is           | chven-is            | shen-is           | tkven-is            |
| STR       | chem-it           | chven-it            | shen-it           | tkven-it            |
| AVV       | chem-ad           | chven-ad            | shen-ad           | tkven-ad            |
| VOC       | chem-o            | chven-o             | shen-o            | tkven-o             |

Alla terza persona si distinguono una forma base, corrispondente a "suo" nel senso di "di lui" e simili, e una forma riflessiva, corrispondente a "suo" nel senso di "proprio", riferito al soggetto. La forma riflessiva è tavisi/tavianti (dalla radice di tavi "testa").
La tabella seguente illustra la declinazione al singolare dei pronomi di terza persona.
|           | Forma base       | Forma base        | Forma riflessiva     | Forma riflessiva          |
| Singolare | Plurale          | Singolare         | Plurale              |                           |
| --------- | ---------------- | ----------------- | -------------------- | ------------------------- |
| NOM       | mis-i            | mat-i             | tavis-i              | taviant-i                 |
| ERG       | mis-ma           | mat-ma            | tavis-ma             | taviant-ma                |
| DAT       | mis(-s) (mi-sas) | mat(-s) (mat-sas) | tavis(-s) (tavi-sas) | taviant(-s) (taviant-sas) |
| GEN       | mis-is           | mat-is            | tavis-is             | taviant-is                |
| STR       | mis-it           | mat-it            | tavis-it             | taviant-it                |
| AVV       | mis-ad           | mat-ad            | tavis-ad             | taviant-ad                |
| VOC       | mis-o            | mat-o             | tavis-o              | taviant-o                 |

Naturalmente ciascuno dei pronomi sopraelencati ha forme plurali, che si declinano regolarmente come i sostantivi: chemebi "i miei", chemebis "dei miei" etc.

### Pronomi riflessivi
I pronomi riflessivi si formano, come in italiano, in modo analitico. Al sostantivo tavi "testa" si fanno precedere gli aggettivi possessivi (riflessivi nel caso della III persona). Gli elementi della coppia seguono le rispettive declinazioni.
Per completezza, si riportano tutte le forme dei pronomi riflessivi al nominativo.
| Prima persona | Prima persona | Seconda persona | Seconda persona | Terza persona | Terza persona |
| Singolare     | Plurale       | Singolare       | Plurale         | Singolare     | Plurale       |
| ------------- | ------------- | --------------- | --------------- | ------------- | ------------- |
| chemi tavi    | chveni tavi   | sheni tavi      | tkveni tavi     | tavisi tavi   | tavianti tavi |

Si osservi che ciascuna di queste forme, quando concordata con il verbo, costituisce un oggetto di III persona.

## Aggettivi qualificativi
Gli aggettivi qualificativi georgiani si declinano seguendo due modelli distinti, a seconda che siano usati in funzione attributiva o come aggettivi sostantivati.
Ad esempio, nella frase
vkhedav did datvs (funz. attr.)
"Vedo un grande orso"
e nella frase
vkhedav dids
"Vedo (quello) grande" (agg. sost.)
l'aggettivo didi "grande" si trova sempre al dativo; nel primo caso però ha desinenza -Ø, nel secondo ha desinenza -s.
Quando sono sostantivati, gli aggettivi si declinano esattamente come i sostantivi, secondo le regole descritte nella sezione precedente.
Quando sono usati in funzione attributiva essi precedono sempre il sostantivo a cui si riferiscono e concordano con esso nel caso, ma non nel numero. Ad esempio, didi datvebi "grandi orsi" (lett. "grande orsi").
Nel caso attributivo la declinazione differisce da quella dei sostantivi, ma, in modo simile a questi, dipende dal fatto se la radice dell'aggettivo termina con una consonante o una vocale:
- se la radice è in vocale, esso rimane identico in tutti i casi;[32]
- se la radice è in consonante, esso muta da caso a caso, seguendo però un modello differente da quello sostantivale.

La seguente tabella presenta la declinazione degli aggettivi didi ("grande") e ch'aghara ("grigio"), in funzione attributiva rispetto al sostantivo datvi ("orso").
|     | Radice in consonante | Esempio: did- | Radice in vocale | Esempio: ch'aghara- | Esempio di sostantivo: datv- |
| --- | -------------------- | ------------- | ---------------- | ------------------- | ---------------------------- |
| NOM | -i                   | did-i         | -Ø               | ch'aghara           | datv-i                       |
| ERG | -ma                  | did-ma        | -Ø               | ch'aghara           | datv-ma                      |
| DAT | -Ø                   | did           | -Ø               | ch'aghara           | datv-s                       |
| GEN | -i                   | did-i         | -Ø               | ch'aghara           | datv-is                      |
| STR | -i                   | did-i         | -Ø               | ch'aghara           | datv-it                      |
| AVV | -Ø                   | did           | -Ø               | ch'aghara           | datv-ad                      |
| VOC | -o                   | did-o         | -Ø               | ch'aghara           | datv-o                       |

Alcune osservazioni e particolarità:
- La declinazione aggettivale non prevede sincope. È possibile però che un aggettivo subisca sincope quando è sostantivato. Ad esempio, da maghali mta "la montagna alta" si ottiene GEN maghali mtis "della montagna alta"; d'altra parte, maghali "quella alta" dà GEN maghlis (= maghØlis) "di quella alta".
- Quando accompagnano un sostantivo al plurale antico, gli aggettivi a tema in vocale continuano a rimanere invariati; quelli a tema in consonante seguono una declinazione semplificata, illustrata dalla seguente tabella.

|     | Plurale antico | Esempio: did- | Esempio di sostantivo: k'ats- |
| --- | -------------- | ------------- | ----------------------------- |
| NOM | -i             | did-i         | k'ats-ni                      |
| ERG | -Ø             | did           | k'ats-t(a)                    |
| DAT | -Ø             | did           | k'ats-t(a)                    |
| GEN | -Ø             | did           | k'ats-t(a)                    |
| VOC | -no            | did-no        | k'ats-no                      |

## Numerali

### Numerali cardinali
I numerali cardinali vengono trattati come qualsiasi altro aggettivo qualificativo. In particolare, la declinazione dipenderà dall'uso attributivo o sostantivato.
Si osservi tuttavia che, come gli altri quantificatori, il numerale è sempre seguito dal singolare del sostantivo. Così ad esempio erti ts'igni "un libro", ma anche ori ts'igni "due libri" (lett. "due libro"), ati ts'igni "dieci libri" e così via.
La particolarità vistosa del sistema georgiano dei numerali è che esso è misto, in parte decimale e in parte vigesimale (similmente a quello francese). Per la precisione è:
- decimale da 1 a 19;
- vigesimale da 20 a 99;
- misto da 100 in poi.

In pratica, tutti i numeri si esprimono tramite dodici radici fondamentali: i numeri da 1 a 10, il 20 e il 100. Da queste si ricavano tutte le altre tramite specifiche regole di composizione. In quanto segue verrà mostrata la composizione di tutti i numeri da 1 a 1000.
Lo "zero" si dice nuli. I numeri da 1 a 10 sono:
| Numerale | Significato | Numerale | Significato |
| -------- | ----------- | -------- | ----------- |
| erti     | 1           | ekvsi    | 6           |
| ori      | 2           | shvidi   | 7           |
| sami     | 3           | rva      | 8           |
| otkhi    | 4           | tskhra   | 9           |
| khuti    | 5           | ati      | 10          |

I numeri da 11 a 19 si formano a partire dai primi dieci ponendo in successione: il prefisso t- (forma ridotta di at-, da ati "dieci"), la radice nominale dell'unità corrispondente e il suffisso -met'i (da met'i "più"). Il numero 20 ha una radice nuova:
| Numerale   | Significato | Numerale      | Significato |
| ---------- | ----------- | ------------- | ----------- |
| tertmet'i  | 11 (=10+1)  | tekvsmet'i    | 16 (=10+6)  |
| tormet'i   | 12 (=10+2)  | chvidmet'i ²  | 17 (=10+7)  |
| tsamet'i ¹ | 13 (=10+3)  | tvramet'i ³   | 18 (=10+8)  |
| totkhmet'i | 14 (=10+4)  | tskhramet'i ⁴ | 19 (=10+9)  |
| tkhutmet'i | 15 (=10+5)  | otsi          | 20          |

¹ Con assimilazione t + s = ts.
² Con assimilazione t + sh = ch.
³ Con metatesi del gruppo rv in vr.
⁴ Con assimilazione t + ts = ts.
I multipli di 20 si formano ponendo in successione: le radici nominali dei numeri 2, 3 e 4, l'infisso moltiplicativo -m e otsi "venti".
| Numerale  | Significato |
| --------- | ----------- |
| ormotsi   | 40 (=2×20)  |
| samotsi   | 60 (=3×20)  |
| otkhmotsi | 80 (=4×20)  |

I numeri intermedi sono dati da uno dei quattro precedenti e da un numero da 1 a 19, legati dalla congiunzione da "e" in forma di infisso. Ad esempio, otsdaati "trenta" (ossia otsi da ati, lett. 20+10), ormotsdatkhutmet'i "cinquantacinque" (ossia or-m-otsi da t-khut-met'i, lett. 2×20+15).
I numeri 100 e i suoi multipli (fino a 1000) hanno di nuovo una formazione di tipo decimale. L'unica nuova radice è asi "cento"; gli altri si formano anteponendo a questa le radici dei numerali da 2 a 10. In particolare, a differenza dell'italiano, al numero "mille" non corrisponde una nuova radice, ma un composto.
| Numerale | Significato  | Numerale  | Significato    |
| -------- | ------------ | --------- | -------------- |
| asi      | 100          | ekvsasi   | 600 (=6×100)   |
| orasi    | 200 (=2×100) | shvidasi  | 700 (=7×100)   |
| samasi   | 300 (=3×100) | rvaasi    | 800 (=8×100)   |
| otkhasi  | 400 (=4×100) | tskhraasi | 900 (=9×100)   |
| khutasi  | 500 (=5×100) | atasi     | 1000 (=10×100) |

I numeri intermedi si formano aggiungendo alla radice nominale delle centinaia i numeri da 1 a 99. Ad esempio, aserti "centouno", orasormotsdakhutmet'i "duecentocinquantacinque".

### Numerali ordinali
Nella declinazione e nell'uso i numerali ordinali si comportano come tutti gli altri aggettivi.
Ad eccezione di p'irveli "primo" (derivato dalla radice p'iri "faccia"), essi si formano aggiungendo alle radici nominali dei rispettivi numerali cardinali il circonfisso me- ... -e. Ogni volta che il cardinale comprende la congiunzione-infisso -da-, il circonfisso viene posto subito dopo -da-. Ad esempio, meore "secondo", otsdameerte "ventunesimo" (lett. "venti e primo"), asormotsdametormet'e "centocinquantaduesimo" (lett. "centoquaranta e dodicesimo").

## Altri tipi di aggettivi

### Aggettivi dimostrativi
Le forme aggettivali dei dimostrativi sono identiche, al nominativo, a quelle pronominali. Il resto della declinazione aggettivale è però diverso da quella pronominale (così come la declinazione dei qualificativi attributivi è diversa da quella dei sostantivati).
La declinazione è anche semplificata rispetto alla declinazione aggettivale standard. Ogni dimostrativo comprende solo due forme, come mostra la seguente tabella.
|     | Vicino a chi parla | Vicino a chi ascolta | Lontano da entrambi |
| --- | ------------------ | -------------------- | ------------------- |
| NOM | es                 | eg                   | is*                 |
| ERG | am                 | mag                  | im                  |
| DAT | am                 | mag                  | im                  |
| GEN | am                 | mag                  | im                  |
| STR | am                 | mag                  | im                  |
| AVV | am                 | mag                  | im                  |
| VOC | am                 | mag                  | im                  |

(*La forma igi non è usata come aggettivo.)
Come tutti gli aggettivi, i dimostrativi concordano nel caso, ma non nel numero col sostantivo che accompagnano. Ad esempio, es ts'ignebi "questi libri" (lett. "questo libri").

### Aggettivi possessivi
Gli aggettivi possessivi hanno le stesse radici dei corrispondenti pronomi. Non concordano in numero con il sostantivo a cui si riferiscono.
Le forme di prima e seconda persona seguono la declinazione aggettivale standard, tranne per:
- l'aggiunta di -s al DAT;
- l'aggiunta opzionale di -s allo STR e all'AVV.[34][35]

La tabella seguente ne illustra la declinazione.
|           | Prima persona | Prima persona | Seconda persona | Seconda persona |
| Singolare | Plurale       | Singolare     | Plurale         |                 |
| --------- | ------------- | ------------- | --------------- | --------------- |
| NOM       | chem-i        | chven-i       | shen-i          | tkven-i         |
| ERG       | chem-ma       | chven-ma      | shen-ma         | tkven-ma        |
| DAT       | chem-s        | chven-s       | shen-s          | tkven-s         |
| GEN       | chem-i        | chven-i       | shen-i          | tkven-i         |
| STR       | chem-i(s)     | chven-i(s)    | shen-i(s)       | tkven-i(s)      |
| AVV       | chem(-s)      | chven(-s)     | shen(-s)        | tkven(-s)       |
| VOC       | chem-o        | chven-o       | shen-o          | tkven-o         |

Le forme di terza persona (base e riflessiva) sono invece completamente regolari e mancano del VOC. Se ne riporta la declinazione per completezza.
|           | Forma base | Forma base | Forma riflessiva | Forma riflessiva |
| Singolare | Plurale    | Singolare  | Plurale          |                  |
| --------- | ---------- | ---------- | ---------------- | ---------------- |
| NOM       | mis-i      | mat-i      | tavis-i          | taviant-i        |
| ERG       | mis-ma     | mat-ma     | tavis-ma         | taviant-ma       |
| DAT       | mis        | mat        | tavis            | taviant          |
| GEN       | mis-i      | mat-i      | tavis-i          | taviant-i        |
| STR       | mis-i      | mat-i      | tavis-i          | taviant-i        |
| AVV       | mis        | mat        | tavis            | taviant          |
| VOC       | -          | -          | -                | -                |

## Sistema verbale: screeve
Il sistema verbale del georgiano è notevolmente complesso, specialmente se comparato a quello della maggior parte delle lingue indoeuropee.
L'unità fondamentale di tale sistema è il cosiddetto screeve (termine coniato dal linguista georgiano Ak'ak'i Shanidze, ricalcando il georgiano mc'k'rivi "fila"). Uno screeve corrisponde a un tempo nella grammatica italiana: si tratta di un insieme di sei forme verbali, ottenute coniugando un verbo secondo la persona (1ª, 2ª e 3ª) e secondo il numero (singolare e plurale).
Il motivo principale per cui si preferisce il termine "screeve" a quello più familiare di "tempo" è che, al contrario dei tempi italiani, uno screeve georgiano può avere una sfumatura esclusivamente modale o aspettuale, senza alcun riferimento al momento in cui avviene l'azione. In italiano invece (e similmente in molte altre lingue europee) le sfumature modali sono sempre subordinate alla collocazione temporale dell'azione. In altre parole, non è possibile esprimere il carattere di un'azione senza collocarla anche nel presente, nel passato o nel futuro (motivo per cui si parla di congiuntivo presente, di condizionale passato e così via).
Il sistema degli screeve codifica diverse caratteristiche dell'azione (ma, in genere, un singolo screeve non le esprime tutte contemporaneamente): tempo, aspetto, modo, evidenzialità.

### Ripartizione in serie e descrizione
Gli screeve, undici in totale, vengono solitamente raggruppati in tre serie.
La prima è composta da due sottoserie, quella del presente e quella futuro. La seconda è nota come serie aoristica (o serie dell'aoristo), la terza invece come serie perfettiva (o serie del perfetto).
La tabella seguente illustra questa ripartizione, evidenziando anche se il significato prevalente è temporale (con l'opposizione fra passato e non-passato) o modale.
|                         | Non-passato | Passato          | Modale               |
| ----------------------- | ----------- | ---------------- | -------------------- |
| Sottoserie del presente | Presente    | Imperfetto       | Congiuntivo presente |
| Sottoserie del futuro   | Futuro      | Condizionale     | Congiuntivo futuro   |
| Serie aoristica         | -           | Aoristo          | Ottativo             |
| Serie perfettiva        | Perfetto    | Piuccheperfetto* | Piuccheperfetto*     |

(* Esiste un altro screeve modale nella serie del perfetto, il congiuntivo perfetto, molto raro nel georgiano contemporaneo. Al suo posto si usa solitamente il piuccheperfetto.)
Il presente viene usato per esprimere un evento che si svolge nel momento in cui si sta parlando o che avviene abitualmente. Corrisponde sia al presente italiano, sia alla costruzione stare + gerundio. Ad esempio, ts'ers "scrive", "sta scrivendo".
Il futuro esprime un'azione che avverrà nel futuro e corrisponde grossomodo al futuro semplice italiano. Ad esempio, dats'ers "scriverà".
L'imperfetto viene utilizzato per esprimere un'azione incompleta o continua nel passato. Può anche indicare un'azione passata abituale, con il significato di essere solito. Ad esempio, ts'erda "scriveva" oppure "era solito scrivere".
Il condizionale viene impiegato principalmente nelle apodosi dei periodi ipotetici, esattamente come in italiano. Insieme all'avverbio kholme può anche indicare un'azione al passato che avveniva "di regola", "di solito, ma non sempre".
Il congiuntivo presente e il congiuntivo futuro vengono usati nelle protasi dei periodi ipotetici per esprimere condizioni improbabili o irrealizzabili rispettivamente nel presente e nel futuro.
L'aoristo viene usato per indicare un'azione che ha avuto luogo nel passato, con l'attenzione solitamente rivolta all'azione in sé e non alla sua durata. In ciò si contrappone all'imperfetto, che indica invece un'azione continuata nel passato. Ad esempio, dats'era "scrisse". Le seconde persone dell'aoristo sono usate anche come imperativi. Ad esempio, dats'ere! "scrivi!" (ma anche "scrivesti").
L'ottativo adempie a svariate funzioni. Si può trovare:
- dopo verbi al presente o futuro indicanti desiderio, intenzione, necessità o possibilità (ad esempio, unda dats'eros "deve scrivere");
- dopo la congiunzione rom, con significato di proposizione finale;
- nelle esortazioni (rivolte alle prime e terze persone) e negli imperativi negativi.

Il perfetto è lo screeve in cui interviene la categoria dell'evidenzialità dell'azione. Generalmente infatti indica un'azione passata a cui il parlante non ha assistito, ma che deduce da indizi indiretti; in questo senso è spesso accompagnato dall'avverbio turme "apparentemente", "sembrerebbe che".
Può anche indicare che un'azione nel passato non è stata eseguita (in ciò è accompagnato dall'avverbio negativo ar "non").
Il piuccheperfetto viene spesso usato dopo verbi indicanti desiderio, intenzione, necessità o possibilità, quando questi siano al passato, cioè all'imperfetto, condizionale o aoristo. Più in generale, sostituisce l'ottativo in tutte le subordinate che dipendono da una principale con un tempo passato (una specie di consecutio temporum). Al contrario di quello che suggerisce il nome, di solito non viene usato per indicare un'azione accaduta prima di un altro evento. Per l'anteriorità nel passato il georgiano usa solitamente l'aoristo o il perfetto, spesso accompagnati dall'avverbio uk've "già".
Il congiuntivo perfetto è ormai obsoleto. È usato soprattutto per esprimere auguri o nei brindisi. Ad esempio, mravali brts'q'invale leksi dagets'eros "possa tu aver scritto molte brillanti poesie".

### La categoria dell'aspetto
In molti casi l'opposizione fra gli screeve presente e futuro non è solo temporale, ma anche aspettuale. In particolare il tema del presente denota un'attività in corso, continuativa (aspetto imperfettivo), quello del futuro invece un'attività completata (aspetto perfettivo). Questo contrasto si estende poi a tutta la I serie, con le coppie:
- presente - futuro;
- imperfetto - condizionale;
- cong. pres. - cong. fut.

dove l'elemento di sinistra è sempre imperfettivo e quello di destra perfettivo.
Quanto appena detto è valido soprattutto per i verbi di 1ª e 2ª classe. D'altra parte, proprio in queste due classi le forme sulla destra differiscono dalle corrispettive forme sulla sinistra (unicamente) per l'aggiunta di un preverbo. Esso può quindi essere considerato la marca aspettuale perfettiva.
Da questo punto di vista, il georgiano è estremamente simile al russo e più in generale alle lingue slave.

## Sistema verbale: classi
La seconda categoria fondamentale nel sistema verbale georgiano è quella di classe (corrispondente grossomodo alla coniugazione italiana). I verbi sono ripartiti in quattro classi:
- la 1ª classe comprende verbi transitivi;
- la 2ª e la 3ª classe comprendono verbi intransitivi;
- la 4ª classe comprende verbi sia transitivi sia intransitivi.

Le quattro classi hanno tuttavia anche dei nomi tradizionali, che sono: "verbi transitivi" per la 1ª classe, "verbi intransitivi" per la 2ª, "verbi mediani" per la 3ª e "verbi indiretti" per la 4ª.
Le diciture tradizionali transitivi e intransitivi sono quindi da intendersi come convenzioni, visto che non tutti i verbi transitivi sono di 1ª classe e non tutti i verbi intransitivi sono di 2ª classe.
Ciascun verbo viene assegnato a una specifica classe sulla base di due criteri:
- uno formale, ossia la modalità di formazione del futuro a partire dal presente;
- uno sintattico, ossia il caso del soggetto all'aoristo.

Generalmente le modalità impiegate sono le seguenti:
|           | Futuro, aggiunta di  | Soggetto all'aoristo |
| --------- | -------------------- | -------------------- |
| 1ª classe | Preverbo             | ERG                  |
| 2ª classe | Preverbo             | NOM                  |
| 3ª classe | Circonfisso i-...-eb | ERG                  |
| 4ª classe | Circonfisso e-...-eb | DAT                  |

Ciascuna classe ha poi delle caratteristiche semantiche prevalenti, che saranno descritte in seguito.
Esistono numerosi verbi irregolari, che spesso non si conformano alle modalità della tabella; a questi viene comunque assegnata la classe più simile.
In quanto segue, per semplicità di consultazione, le voci verbali verranno riportate sempre al presente, in questo modo:
- 1ª, 2ª e 3ª classe: III persona singolare
- 4ª classe: I persona singolare

Il significato di ciascuna voce sarà indicato con la forma del verbo italiano corrispondente.

### Verbi di 1ª classe (transitivi)
I verbi di 1ª classe sono generalmente transitivi e hanno quindi sempre un soggetto e un oggetto diretto; talvolta possono avere anche un oggetto indiretto (portando così a tre il numero dei possibili argomenti).
La scelta dei casi impiegati per marcare i vari argomenti è determinata dalla serie di appartenenza di ciascuno screeve, come mostra la seguente tabella.
|                      | Soggetto | Oggetto | Oggetto indiretto |
| -------------------- | -------- | ------- | ----------------- |
| Serie del pres./fut. | NOM      | DAT     | DAT               |
| Serie dell'aor.      | ERG      | NOM     | DAT               |
| Serie del perf.      | DAT      | NOM     | -tvis*            |

(* L'oggetto indiretto non viene marcato con un caso puro, ma tramite la posposizione -tvis + GEN, traducibile con "per".)
Si osservi come, nella serie del perfetto, i ruoli del nominativo e del dativo siano invertiti rispetto a quelli nella serie del presente/futuro. Questo fenomeno si chiama, appunto, inversione.
Questa classe include, tra gli altri:
- Verbi denominativi, ossia verbi derivati da sostantivi, aggettivi o avverbi con il significato di "rendere qualcosa X" (dove X sta per il sostantivo, l'aggettivo o l'avverbio scelto). Ad esempio, l'aggettivo lamazi "bello" dà alamazebs "rende bello", "abbellisce".[56]
- Verbi causativi, ossia verbi derivati da altri verbi con il significato di "far fare X a qualcuno" (dove X sta per il verbo scelto).
- Pochissimi verbi intransitivi[57], che in alcuni casi possono reggere un oggetto indiretto. Ad esempio, akhvelebs "tossisce" (intr.) e rek'avs "telefona" (intr. con oggetto indiretto).

### Verbi di 2ª classe (intransitivi)
I verbi di 2ª classe sono solitamente intransitivi e non possono quindi mai prendere un oggetto diretto. Possono tuttavia prenderne uno indiretto.
In questo caso la sintassi dei casi è sempre la stessa per tutti gli screeve (in particolare, non si verifica inversione nella serie del perfetto):
| Soggetto | Oggetto | Oggetto indiretto |
| -------- | ------- | ----------------- |
| NOM      | -       | DAT               |

La maggior parte dei verbi di questa classe indicano un'attività intransitiva, tale per cui il soggetto non compie attivamente l'azione né la controlla (ad esempio k'vdeba "muore", khdeba "succede").
Molti verbi di 2ª classe hanno un corrispondente transitivo nella 1ª classe con la stessa radice. Per formare la versione di 2ª classe esistono due modalità molto produttive a livello morfologico:
- l'aggiunta alla radice del prefisso i-[60] (il cosiddetto iniani vnebiti "passivo con la i");
- l'aggiunta alla radice del suffisso -d[61] (il cosiddetto doniani vnebiti "passivo con la d").[62]

A livello semantico invece le famiglie più rappresentative di questa classe sono le seguenti:
- Verbi incoativi, ossia verbi che denotano un cambiamento di stato, nel senso di "diventare X". Questi verbi spesso corrispondono ai denominativi della 1ª classe e sono solitamente del tipo doniani. Ad esempio, lamazi "bello" dà lamazdeba "diventa bello".
- Verbi passivi rispetto alle corrispondenti voci attive di 1ª classe; possono essere doniani o iniani. Ad esempio, ak'etebs "fa" dà la forma di 2ª classe k'etdeba "è fatto"; khat'avs "dipinge" dà la forma di 2ª classe ikhat'eba "è dipinto".

### Verbi di 3ª classe (mediani)
I verbi di 3ª classe sono per la maggior parte intransitivi. Si differenziano tuttavia da quelli della 2ª classe in almeno due modi:
- a livello sintattico seguono lo schema dei casi dei verbi di 1ª classe (in particolare pongono il soggetto all'ergativo nella serie dell'aoristo);
- a livello semantico denotano un'attività continua, con l'accento posto sull'attività in sé, piuttosto che sul suo inizio, sulla sua fine o sulle sue conseguenze;[63] solitamente il soggetto agisce, piuttosto che subire l'azione (al contrario dei verbi di 2ª classe).

Tra le famiglie più rappresentative si trovano:
- Verbi che denotano certi tipi di movimento (ad es. tsuravs "nuota").
- Verbi che denotano emissione di luce o rumore e fenomeni meteorologici (ad es. ts'vims "piove").
- Verbi denominativi, ossia verbi derivati da forme nominali con il significato di "fare ciò che di solito fa X", "comportarsi come X" (dove X è la forma scelta). Ad esempio, ekimi "dottore" dà ekimobs "lavora come dottore".[64]

I verbi derivanti da prestiti linguistici appartengono anch'essi a questa classe.

### Verbi di 4ª classe (indiretti)
I verbi di 4ª classe sono sia transitivi sia intransitivi. Si tratta per la maggior parte di verba sentiendi, ossia di verbi che veicolano il significato di emozioni o sensazioni percepite dal soggetto.
La caratteristica più vistosa dei verbi indiretti è che estendono il fenomeno dell'inversione a tutte le serie: il soggetto logico va sempre al dativo, mentre l'oggetto logico va al nominativo. Lo schema dei casi è dunque:
| Soggetto | Oggetto | Oggetto indiretto |
| -------- | ------- | ----------------- |
| DAT      | NOM     | -                 |

L'inversione nei verbi di sentimento non è estranea ad altre lingue europee. Si verifica talvolta anche in italiano, ad esempio con il verbo "piacere": l'oggetto logico, ossia la cosa che piace, diventa il soggetto grammaticale, mentre la persona che prova piacere viene espressa da un complemento di termine (qualcosa piace a qualcuno).
La 4ª classe comprende verbi di uso comunissimo come minda "voglio", makvs/mq'avs "ho", menat'reba "invidio".
Tra i verbi indiretti si fanno talvolta rientrare anche i cosiddetti verbi stativi (o passivi di stato), derivati da altre radici e impiegati per indicare uno stato del soggetto. Ad esempio, da k'idebs "appende" (verbo di 1ª classe) si può formare lo stativo hk'idia "è appeso".

### Verbi irregolari
Ci sono numerosi verbi irregolari nel georgiano, la maggior parte dei quali impiega il sistema di coniugazione della 2ª classe, almeno in qualche screeve. Talvolta i verbi irregolari sono suppletivi, ossia usano radici diverse per differenti screeve.
Fra gli irregolari di uso più comune si trovano var "sono", movdivar "vengo", ambobs "dice".

## Altri aspetti del sistema verbale

### Forme indefinite
Oltre al sistema degli screeve descritto in precedenza, il georgiano possiede anche alcune forme verbali indefinite (corrispondenti grossomodo ai modi indefiniti della grammatica italiana).
Esse sono:
- participio, che può essere presente, futuro, perfetto o privativo;
- infinito, noto anche come masdar[66] (georg. masdari).

Il masdar è una forma più marcatamente nominale rispetto all'infinito italiano. Infatti non può prendere né un soggetto né un oggetto, ma al più una specificazione di questi tramite il caso GEN. Ad esempio, da ts'ers "scrive" si ricava l'infinito ts'era "scrivere", "scrittura". Una forma come "scrivere il libro" non ha però corrispondente in georgiano; si dirà semmai ts'ignis ts'era "la scrittura del libro".

### Imperativo
Non esiste uno screeve apposito per denotare l'imperativo. Vengono invece usati:
- l'aoristo per le seconde persone;
- l'ottativo per le prime e le terze persone.[68]

Per gli imperativi negativi esistono due possibilità: una forma più educata, con nu + pres./fut., e una forma più brusca, con ar + ottativo. Sia ar che nu sono particelle traducibili con "non".

### Verbi servili
Per esprimere sfumature modali il georgiano si serve anche di alcuni verbi servili.
La nozione di volere è espressa dal verbo di 4ª classe minda "voglio". Esso può essere seguito dal masdar o dall'ottativo. Al passato, può essere espressa anche da ar seguito dall'aoristo.
La nozione di potere è espressa da varie costruzioni:
- il verbo di 4ª classe shemidzlia "posso", "sono capace di" seguito dal masdar o dall'ottativo;
- la forma invariabile sheidzleba "è possibile", "è permesso" seguita dal masdar o dall'ottativo;[71]
- al negativo, da ar seguito dai verbi precedenti oppure da ver "non (potere)", seguito da qualsiasi screeve.[69]

La nozione di dovere è espressa dalla forma invariabile unda "bisogna", "è necessario" (omografa a unda "vuole", III sing. di minda, ma di significato evidentemente diverso). Questa è seguita:
- dal congiuntivo presente se l'obbligo è nel presente;
- dall'ottativo se l'obbligo è nel futuro;
- dal piuccheperfetto se l'obbligo è nel passato.

## Allineamento morfosintattico
Nella sezione sulle classi verbali è stato descritto, classe per classe, l'uso dei casi nucleari per esprimere il soggetto, l'oggetto e l'oggetto indiretto.
Mettendo insieme tutti gli schemi si ottiene la seguente tabella:
|                                   | Soggetto | Oggetto diretto | Oggetto indiretto |
| --------------------------------- | -------- | --------------- | ----------------- |
| 1ª/3ª classe Serie del pres./fut. | NOM      | DAT             | DAT               |
| 1ª/3ª classe Serie dell'aor.      | ERG      | NOM             | DAT               |
| 1ª/3ª classe Serie del perf.      | DAT      | NOM             | -tvis             |
| 2ª classe                         | NOM      | -               | DAT               |
| 4ª classe                         | DAT      | NOM             | -                 |

Si tratta di un quadro molto complicato, che rende problematico stabilire quale sia l'effettivo allineamento morfosintattico della lingua. Gli elementi anomali sono almeno due:
- l'inversione, che si verifica sempre nella serie del perfetto (tranne nei verbi di 2ª classe) e in tutte le serie della 4ª classe;
- la serie dell'aoristo, che esibisce due modelli diversi di concordanze, di cui uno marca il soggetto all'ergativo, l'altro al nominativo.

Se si esclude la seconda di queste anomalie (ossia se si esclude la serie dell'aoristo), la sintassi georgiana e la concordanza verbale sono fondamentalmente quelle di una lingua nominativo-accusativa; vale a dire, il soggetto di un verbo intransitivo e il soggetto di un verbo transitivo sono marcati con lo stesso caso, il nominativo.
L'allineamento nominativo-accusativo è il più comune nelle lingue del mondo ed è quello impiegato da tutte le lingue indoeuropee occidentali (tra cui anche l'italiano). Tuttavia, proprio a causa delle concordanze della serie dell'aoristo, il georgiano non può essere considerato una lingua interamente nominativo-accusativa.
Il secondo tipo più comune di allineamento è quello ergativo-assolutivo. Qua il soggetto di un verbo intransitivo è marcato con lo stesso caso dell'oggetto di un verbo transitivo; tale caso è chiamato assolutivo. Il soggetto di un verbo transitivo, invece, viene marcato con il cosiddetto caso ergativo.
Quando in una lingua vengono impiegati sia l'allineamento nominativo-accusativo sia quello ergativo-assolutivo, si usa dire che manifesta ergatività scissa.
Il problema è adesso cercare di capire se, limitatamente alla serie dell'aoristo, il georgiano si comporti come una lingua ergativo-assolutiva. In tal caso risulterebbe una lingua a ergatività scissa, in cui si oppongono un sistema nominativo-assolutivo nella serie del pres./fut. e del perf. e un sistema ergativo-assolutivo nella serie dell'aor.
Limitando l'analisi alle prime due classi verbali e studiando le marche del soggetto e dell'oggetto, si ritrova in effetti esattamente il modello descritto in precedenza, con NOM impiegato come caso assolutivo e ERG impiegato come caso ergativo.
|                          | Soggetto         | Oggetto          |
| ------------------------ | ---------------- | ---------------- |
| 1ª classe (transitivi)   | ERG (ergativo)   | NOM (assolutivo) |
| 2ª classe (intransitivi) | NOM (assolutivo) | -                |

Tuttavia, non appena si cerchi di includere anche le altre classi verbali, si incorre in una terza, decisiva anomalia: i verbi della 3ª classe, pur essendo intransitivi, usano lo schema di concordanze che dovrebbe essere proprio solo dei verbi transitivi. Per rendere conto di questo fatto ci sono due possibilità:
- La soluzione tradizionale prevede di considerare tutta la 3ª classe come una famiglia di verbi intransitivi irregolari o eccezionali, descrivendo comunque la serie dell'aoristo come un sistema ergativo-assolutivo. Questa opzione ha lo svantaggio di non fornire alcuna spiegazione sul perché i verbi della 3ª classe non si uniformino al modello di quelli della 2ª, né di fornire un criterio che predica, per ciascun verbo intransitivo, se apparterrà all'una o all'altra classe.
- Una soluzione alternativa, proposta dalla linguista americana Alice C. Harris, prevede di descrivere la serie dell'aoristo come dotata di allineamento attivo.

L'allineamento attivo prevede che i verbi intransitivi vengano suddivisi in due classi: in una marcano il soggetto con lo stesso caso del soggetto dei transitivi; nell'altra, con lo stesso caso dell'oggetto dei transitivi.
La divisione è di solito basata su criteri semantici, in particolare sull'intensità con cui l'azione può essere controllata dal soggetto. Gli intransitivi del primo tipo tendono ad esprimere un'azione dove il soggetto è un esecutore attivo o intenzionale (marcato con un caso agentivo); quelli del secondo, invece, hanno un soggetto più passivo, che non provoca l'azione o addirittura la subisce (marcato con un caso pazientivo).
Questa distinzione semantica è, in effetti, esattamente quella del georgiano: i verbi di 3ª classe sono intransitivi del primo tipo, quelli di 2ª sono intransitivi del secondo tipo. La differenza fra le due classi diventa rilevante anche sul piano morfologico proprio nella serie dell'aoristo e si ha, coerentemente, che ERG funziona da caso agentivo, NOM da caso pazientivo.
|                            | Soggetto         | Oggetto          |
| -------------------------- | ---------------- | ---------------- |
| 1ª classe (transitivi)     | ERG (agentivo)   | NOM (pazientivo) |
| 3ª classe (intr. attivi)   | ERG (agentivo)   | -                |
| 2ª classe (intr. inattivi) | NOM (pazientivo) | -                |

Ricapitolando:
- esclusa la serie dell'aoristo, il georgiano segue l'allineamento nominativo-accusativo;
- nella serie dell'aoristo segue un allineamento che può essere descritto come ergativo-assolutivo o come attivo[77];
- a seconda del punto due, il georgiano nel suo complesso può essere descritto come una lingua a ergatività scissa o come un doppio sistema nominativo-accusativo e attivo-stativo.

## Sintassi

### Ordine delle parole
L'ordine delle parole nel georgiano è piuttosto libero, come è naturale che sia in una lingua che impiega marcatori del caso (nonché un ampio sistema di marcatori personali nel verbo). In altre parole, nessuna permutazione degli elementi della frase è agrammaticale.
La tipologia sintattica è soggetto-oggetto-verbo (SOV); tuttavia, anche l'ordine soggetto-verbo-oggetto (SVO) è percepito come neutro. Per la precisione, indicando con O₁ l'oggetto diretto e con O₂ l'oggetto indiretto, SOV corrisponde a SO₂O₁V e SVO corrisponde a SVO₁O₂.
Ad esempio:
me dedas ts'erils vts'er
(lett.) "io-NOM madre-DAT lettera-DAT scrivo"
"Io scrivo una lettera a (mia) madre"
Si può però dire anche:
me vts'er ts'erils dedas
(lett.) "io-NOM scrivo lettera-DAT madre-DAT"
"Io scrivo una lettera a (mia) madre"
A livello pragmatico, è stato osservato che il georgiano tende a porre il rema subito prima del verbo e il tema prima del rema. In altre parole, nell'ordine SOV il rema è l'oggetto, in SVO il rema è il soggetto.
Il georgiano è inoltre una lingua cosiddetta a soggetto nullo (in inglese pro-drop). Ciò significa che gli argomenti pronominali sia del soggetto che dell'oggetto sono facoltativi. In particolare questi vengono sempre omessi, eccetto che per motivi enfatici o per risolvere una forma ambigua. Ciò è reso possibile proprio dal fatto che il verbo codifica sempre l'informazione rispetto ai due argomenti del soggetto e dell'oggetto (talvolta la codifica anche rispetto all'oggetto indiretto, portando gli argomenti a tre, come è stato osservato).

### Ramificazione a sinistra
Il georgiano è una lingua che ramifica a sinistra (diversamente dall'italiano). Ciò significa che in generale i modificatori di una parola vengono espressi prima della parola modificata.
Questa tendenza è trasversale a tutte le categorie grammaticali: gli aggettivi precedono i sostantivi, i possessori precedono le cose possedute, l'oggetto (spesso) precede il verbo e si utilizzano posposizioni anziché preposizioni.
Per evidenziare questa tendenza, ecco un esempio che fa un ampio uso di complementi di specificazione:
tbilisis gimnaziis damtavrebis shemdeg, ivane p'et'erburgs gaemgzavra.
(lett.) "Di Tbilisi del ginnasio l'aver finito dopo, Ivane a San Pietroburgo si trasferì."
"Dopo aver finito il ginnasio di Tbilisi, Ivane si trasferì a San Pietroburgo."
È molto frequente, inoltre, che al posto di una proposizione relativa si utilizzi un participio concordato nel caso con il sostantivo a cui si riferisce. Anche in questo caso il participio precede il sostantivo a cui si riferisce. Ad esempio:
mt'ris mier mit'atsebuli t'erit'oria
(lett.) "Del nemico da parte catturato il territorio"
"Il territorio catturato da (parte del) nemico"

### Negazione
Esistono tre avverbi di negazione nel georgiano: 
- ver è impiegato per indicare l'incapacità di compiere un'azione. Ad esempio, ver movida "non potei venire".
- nu è usato negli imperativi negativi. Ad esempio, nu nerviulob! "non preoccuparti!".
- ar è impiegato in tutti gli altri casi. Ad esempio, ts'asvla ar minda "non voglio andare".

A ciascuna di queste particelle può essere aggiunto il suffisso -ghar, che dà le forme aghar, veghar e nughar rispettivamente e aggiunge il significato di "non più", "ormai non più". Ad esempio:
pekhburts aghar vtamashob "Non gioco più a calcio"
 khortss veghar vch'am "Non posso più mangiare la carne"
nughar ip'arav! "Non rubare più!"

### Domande

#### Domande chiuse
Un'espressione viene connotata come una domanda chiusa (ossia una domanda da cui ci si aspetta solo "sì" o "no" come risposta) soltanto a livello prosodico, cioè alterando l'intonazione. Ciò avviene tramite l'innalzamento del tono della voce alla fine della frase. Per esempio:
chemtan ertad mokhval
"Verrai con me"
chemtan ertad mokhval?
"Verrai con me?"
La seconda frase si differenzia dalla prima per un innalzamento del tono sull'ultima sillaba di mokhval.
La parola "no" si può tradurre con ara, corrispondente alla particella ar, o con vera "no (non posso)", corrispondente alla particella ver.
Per dire "sì" si possono usare tre particelle diverse: diakh, k'i oppure ho, in ordine dalla più alla meno formale.

#### Domande chiuse retoriche
Nelle domande chiuse retoriche viene impiegata la particella khom, che indica l'esistenza di una risposta attesa; essa corrisponde grossomodo all'espressione italiana "vero?". Vengono poi impiegati:
- la forma base del verbo, se la risposta attesa è positiva (in questo caso khom precede il verbo);
- il verbo preceduto da una particella negativa, se la risposta attesa è negativa (in questo caso khom precede sia il verbo sia la particella negativa).[86]

Ad esempio, si confrontino:
dghes sk'olashi midikhar?
"Vai a scuola oggi?" (domanda chiusa)
dghes khom sk'olashi midikhar?
"Vai scuola oggi, vero?" (domanda retorica, risp. positiva)
dghes khom ar midikhar sk'olashi?
"Oggi non vai a scuola, vero?" (domanda retorica, risp. positiva)

#### Interrogativi
Esattamente come in italiano, possono funzionare da elementi interrogativi sia certi aggettivi, sia i corrispondenti pronomi sia alcuni avverbi.
Tra i pronomi interrogativi più usati ci sono:
| Georgiano | Italiano  |
| --------- | --------- |
| ra?       | che cosa? |
| vin?      | chi?      |

La forma ra può funzionare anche da aggettivo, nel senso di "quale". Altri aggettivi interrogativi molto usati sono:
| Georgiano | Italiano |
| --------- | -------- |
| romeli?   | quale?   |
| ramdeni?  | quanto?  |

Gli avverbi interrogativi più comuni sono:
| Georgiano | Italiano |
| --------- | -------- |
| rogor?    | come?    |
| rodis?    | quando?  |
| sad?      | dove?    |
| rat'om?   | perché?  |

### Particelle
Oltre alla già citata khom, il georgiano impiega un ampio sistema di particelle per aggiungere sfumature particolari alla frase.
Tra queste, si impiega tu per rendere una domanda più garbata. La particella tu ha molti significati nel georgiano (viene impiegata anche come congiunzione per introdurre una subordinata condizionale, come spiegato nella sezione successiva); in questo contesto essa non può essere tradotta esattamente in italiano. Si confrontino:
chai ginda? "Vuoi del tè?"
chai tu ginda? "Vorresti del tè?"

### Periodi ipotetici
Il georgiano forma i periodi ipotetici in due modi, a seconda che la condizione sia percepita come reale (vale a dire possibile o non ipotetica) oppure irreale (vale a dire impossibile o puramente ipotetica). Nel primo caso impiega la congiunzione tu, nel secondo rom (entrambe traducibili come "se").
|           | Protasi           | Apodosi    |
| --------- | ----------------- | ---------- |
| Realtà    | tu + pres./fut.   | pres./fut. |
| Irrealtà* | rom + piucchepf.  | ottativo   |
| Irrealtà* | rom + cong. pres. | ottativo   |
| Irrealtà* | rom + cong. fut.  | ottativo   |

(* Il piuccheperfetto, il congiuntivo presente e il congiuntivo futuro si usano rispettivamente per l'irrealtà nel passato, nel presente e nel futuro.)